# Emiliano Zapata, Villaflores
Emiliano Zapata är en ort i Mexiko.   Den ligger i kommunen Villaflores och delstaten Chiapas, i den sydöstra delen av landet, 700 km sydost om huvudstaden Mexico City. Emiliano Zapata ligger 1 092 meter över havet och antalet invånare är 128.
Terrängen runt Emiliano Zapata är varierad. Runt Emiliano Zapata är det ganska glesbefolkat, med 24 invånare per kvadratkilometer. Närmaste större samhälle är Villa Hidalgo, 18,4 km sydost om Emiliano Zapata. I omgivningarna runt Emiliano Zapata växer huvudsakligen savannskog.